# Крыштоповское
Крыштоповское (укр. Криштопівське) — посёлок, входит в Дашевскую поселковую общину Гайсинского района Винницкой области Украины.
Население по переписи 2001 года составляло 144 человека. Почтовый индекс — 22742. Телефонный код — 04345. Занимает площадь 0,64 км². Код КОАТУУ — 521284009.

## Местный совет
22742, Вінницька обл., Іллінецький р-н, с-ще Криштопівське, вул.Хутірська,4